# Provinz Guelmim
Guelmim (arabisch إقليم كلميم, Tamazight: ⵜⴰⵙⴳⴰ ⵏ ⴳⵓⵍⵎⵉⵎ) ist eine Provinz in Marokko. Sie gehört seit der Verwaltungsreform von 2015 zur Region Guelmim-Oued Noun (davor zu Guelmim-Es Semara) und liegt im äußersten Süden des Landes, an der Atlantikküste. Die Provinz hat 166.685 Einwohner (2004).

## Größte Orte
| Gemeinde            | Einwohner (2. Sept. 1994) | Einwohner (2. Sept. 2004) |
| ------------------- | ------------------------- | ------------------------- |
| Guelmim             | 72.529                    | 95.749                    |
| Ifrane Atlas Saghir | 12.399                    | 11.962                    |
| Taghjijt            | 11.125                    | 11.207                    |
| Bouizakarne         | 8.638                     | 11.982                    |
| Timoulay            | 5.632                     | 5.433                     |
| Tagante             | 5.380                     | 3.343                     |
| Fask                | 3.950                     | 3.404                     |
| Asrir               | 3.754                     | 3.715                     |
| Aday                | 3.539                     | 3.481                     |